# Козирка (гора)
Кози́рка — гірська вершина в системі гірського Кавказу (Великий Кавказ) на території Гагрського району Абхазії, Грузія. Розташована по лівому березі річки Псоу на південь від села Аїбга біля кордону з Росією.